# 1684 Iguassu
1684 Iguassu је астероид главног астероидног појаса са пречником од приближно 26,53 .
Афел астероида је на удаљености од 3,483 астрономских јединица (АЈ) од Сунца, а перихел на 2,703 АЈ.
Ексцентрицитет орбите износи 0,126, инклинација (нагиб) орбите у односу на раван еклиптике 3,653 степени, а орбитални период износи 1987,193 дана (5,440 година).
Апсолутна магнитуда астероида је 10,80 а геометријски албедо 0,120.
Астероид је откривен 23. августа 1951. године.